# Платынерь
Платынерь — деревня в Малмыжском районе Кировской области в составе Ральниковского сельского поселения. 

## География
Находится в правобережной части района на расстоянии примерно 34 километра по прямой на северо-запад от районного центра города Малмыж.

## История
Была известна с 1873 года, когда здесь было учтено 19 дворов и 167 жителей. В 1905 66 дворов и 397 жителей, в 1926 71 и 360 соответственно. В 1950 году был 61 двор и 207 жителей. В 1989 году учтено 42 жителя. 

## Население
Постоянное население составляло 8 человек (русские 75%) в 2002 году, 2 в 2010.